# Opposition irakienne à Saddam Hussein
Il existait en Irak un certain nombre de groupes opposés au régime de Saddam Hussein.
Ils peuvent être grossièrement divisés en quatre groupes :
- l'opposition chiite constituée de groupes et milices dans le sud de l'Irak, soutenue par l'Iran khomeiniste après 1979 et par la Syrie baasiste après la Purge du parti Baas irakien de 1979 ;
- les milices Kurdes du nord, à la base soutenue par l'Iran impérial du Shah Mohammad Reza Pahlavi avant sa chute en 1979, puis par les États-Unis en 1991, s'organisant au Kurdistan irakien depuis 1991 ;
- des groupes d'opposition arabes réprimés à Bagdad ;
- les baasistes irakiens pro-Assad, qui se sont opposés au Parti Baas irakien officiel.

## Groupes d'opposition

### Groupes chiites
- Le Conseil suprême islamique irakien (CSII).
- Les Brigades Badr, qui formaient à l'époque le bras armé du CSII.
- Le Parti islamique Dawa, principal parti politique religieux chiite du pays[3].

### Kurdes
- Le Parti Démocratique du Kurdistan.
- L'Union patriotique du Kurdistan
- Le Mouvement islamique du Kurdistan
- Les Moudjahidines kurdes, des islamistes kurdes alliés stratégiquement aux iraniens avant la chute de Bagdad.

### Autres oppositions
- Le Parti communiste irakien et sa branche armée al-Ansar (les partisans).
- Les baasistes pro-Assad de la branche de Qutr al-Irak, qui se sont opposés à la prise de pouvoir de Saddam Hussein puis rebellés à plusieurs reprises[4].
- Le Mouvement démocratique assyrien, défendant l'autonomie des Assyriens face au pouvoir central.